# Subergorgia ornata
Subergorgia ornata är en korallart som först beskrevs av Thomson och Simpson 1909.  Subergorgia ornata ingår i släktet Subergorgia och familjen Subergorgiidae. Inga underarter finns listade i Catalogue of Life.